# Acceleration (film)
Acceleration è un film del 2019 diretto da Michael Merino e Daniel Zirilli.

## Trama
Vladik Zorich, un criminale incallito che si occupa di droga, armi, gioco d'azzardo e traffico di pelli in tutta Los Angeles, si sente tradito dalla sua guardaspalle Rhona Zyocki. La sua propensione per il potere, il controllo e la violenza lo spinge a rapire il giovane figlio di Rhona, costringendo sua madre a partecipare ad un'eliminazione pianificata dei nemici e dell'identità di Vladik. Mentre la vita di suo figlio è in bilico, Rhona lotta per trovare i nemici e recuperare i beni e informazioni preziose, tutto in una notte.